# John Dill

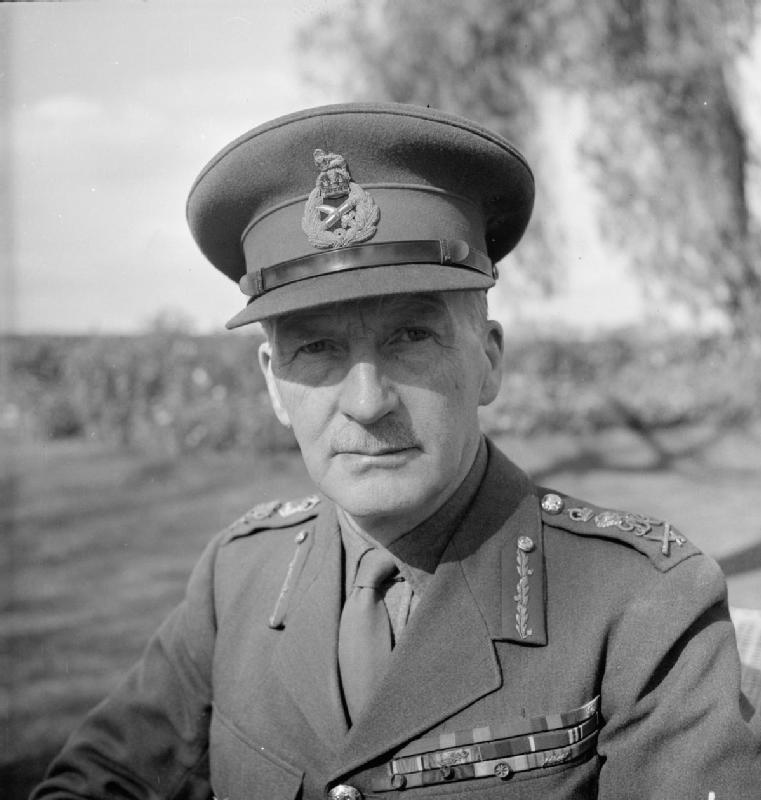
John Dill (1941)

Sir John Greer Dill GCB CMG DSO (* 25. Dezember 1881 in Lurgan, Armagh, Nordirland; † 4. November 1944 in Washington, D.C.) war ein britischer Feldmarschall.

## Leben
Dill wurde 1881 in Lurgan als Sohn eines örtlichen Bankdirektors geboren. Da er den Dienst in der britischen Armee anstrebte, besuchte er das Cheltenham College und die Royal Military Academy Sandhurst. Er trat 1901 dem 1. Bataillon des Leinster Regiments bei und wurde nach Südafrika versetzt, wo er im Burenkrieg kämpfte.
Nachdem er 1911 zum Captain befördert worden war, studierte er am Staff College in Camberley, als der Erste Weltkrieg ausbrach. Er wurde Kommandeur der 25. Brigade in Frankreich, die er bei Neuve-Chapelle, dem Bergrücken von Alvers und Bois-Grenier anführte. Bei Kriegsende war er bereits Brigadegeneral. Dill war im Krieg verwundet und achtmal Mentioned in Despatches worden. Nach dem Krieg erwarb er sich den Ruf, ein begabter Militärausbilder zu sein. Der spätere Field Marshal Lord Alanbrooke erlebte den zwei Jahre älteren Dill als Ausbilder am Staff College und schrieb im Rückblick: „I know no other soldier in the whole of my career who inspired me with greater respect and admiration. An exceptionally clear and well-balanced brain, an infinite capacity for work, unbounded charm of personality, but above all an unflinchable [sic!] straightness of character: these were the chief characteristics that made up one of the most remarkable soldiers of our country.“ Im Jahr 1929 wurde er nach Indien versetzt und 1930 zum Generalmajor befördert, bevor er als Kommandant zum dritten Mal zum Staff College zurückkehrte und danach im Kriegsministerium tätig war. 1937 bis 1939 war er Kommandierender General des Aldershot Command.
Nach der Kriegserklärung Frankreichs und Großbritanniens an das Deutsche Reich am 3. September 1939 wurde die British Expeditionary Force (BEF) zusammengezogen und nach Frankreich verlegt. Zu ihrem Oberbefehlshaber wurde Lieutenant General Lord Gort ernannt, während Dill das Kommando über das I. Korps erhielt. Das war insofern ein Rückschlag für ihn, da er ursprünglich für den Oberbefehl vorgesehen war. Dill sowie der Kommandeur des II. Korps General Alan Brooke hielten nicht viel von den Fähigkeiten ihres dienstjüngeren Vorgesetzten und kritisierten den alliierten Feldzugsplan (Plan D), der vorsah bei einem deutschen Angriff zunächst nach Belgien vorzustoßen.
Am 23. April 1940 wurde Dill zum Vice Chief of the Imperial General Staff (VCIGS) ernannt, dessen Chief General Edmund Ironside war. Als der Krieg in Frankreich ab dem 10. Mai 1940 (→ Westfeldzug) eskalierte, arbeitete er erstmals enger mit dem neuen Premierminister Winston Churchill zusammen. Diesen beriet er bei Lagebesprechungen und begleitete ihn z. B. zu Konsultationen in Paris am 16. Mai 1940. Ab dem 19. Mai weilte er im Hauptquartier von General Alphonse Georges, um dann am 22. Mai wieder zu Beratungen mit Churchill und der französischen Regierung und Paris zu sein. Während der kritischen Tage des Fehlschlages bei Arras (→ Schlacht von Arras (1940)) und der Katastrophe von Dünkirchen (→ Schlacht von Dünkirchen) konnte Dill mit seiner militärischen Expertise überzeugen. Churchill schrieb später: „Im Kabinett und in hohen militärischen Kreisen herrschte die Meinung vor, dass die Fähigkeiten und strategischen Kenntnisse Sir John Dills [...] ihre volle Entfaltung in seiner Ernennung zu unserem ersten militärischen Berater finden sollten. Niemand konnte bezweifeln, dass sein berufliches Können in mancher Beziehung dem General Ironsides überlegen war.“ Am 27. Mai 1940 löste Dill General Ironside als neuer Chief of the Imperial General Staff (CIGS) ab.
Churchill und Dill harmonierten jedoch nicht gut miteinander. So hatte der Generalstab bereits im Dezember 1940 vor einem britischen Engagement in Griechenland gewarnt und Dill hatte dies im Februar 1941 vehement vorgetragen. Doch hatte Churchill auf der Landung in Saloniki bestanden. In der Konsequenz hatten die britischen Truppen sowie die Royal Navy schwere Verluste erlitten, ohne effektiv etwas erreicht zu haben. Darüber hinaus waren in diesem Zusammenhang die Kräfte in Nordafrika soweit geschwächt worden, dass der deutsch-italienische Siegeszug bis Tobruk erst möglich wurde. Der Historiker Richard Overy urteilte später: „Dill war ein klarsichtiger und energischer Stabschef gewesen, hatte aber nach eigenem Bekenntniss der nervlichen Belastung, sich ständig mit Churchill auseinandersetzen zu müssen, nicht länger standgehalten.“ Um ihn aus dem Weg zu räumen, versetzte Churchill ihn im Dezember 1941 als seinen persönlichen Abgeordneten nach Washington, D.C., wo Dill Chef der British Joint Staff Mission und dann der führende britischer Vertreter bei den Combined Chiefs of Staff (gemeinsamer Stab der Alliierten) wurde.
Er zeigte großes Fingerspitzengefühl und eine diplomatische militärische Präsenz. So besuchte er im Jahr 1943 die Québec-Konferenz, die Casablanca-Konferenz, die Teheran-Konferenz und Treffen in Indien, China und Brasilien. Außerdem diente er kurz dem combined policy committee, das von der amerikanischen und britischen Regierung mit dem Quebec Einverständnis gegründet wurde, um die Herstellung einer Atombombe zu überwachen.
In den Vereinigten Staaten hatte er großen Einfluss auf die Aufstellung des Chiefs of staff committees, welches aus Mitgliedern beider Länder bestand, deren Interessenkonflikte häufig besänftigt werden mussten. Dill verstand sich besonders gut mit General George C. Marshall, mit dem er ein großes Übereinkommen mit dem Einfluss auf Franklin Delano Roosevelt, der Dill als „the most important figure in the remarkable accord which has been developed in the combined operations of our two countries“ („die interessanteste Figur im beachtlichen Einvernehmen, das in den gemeinsamen Operationen unserer beiden Länder entwickelt wurde“) beschrieb, trainierte. Auch Churchill lobte Dills Wirken in seinen Memoiren: „Dank seinen Beziehungen zu General Marshall, dem Stabschef der Armee der Vereinigten Staaten, wurde er zu einem Bindeglied von unschätzbaren Wert zwischen uns und unseren Verbündeten.“ Dill verstand sich außerdem gut mit Ernest J. King, der anfangs argwöhnisch gegenüber der Kooperation mit den Briten war, aber vermutlich von Dills Charme für die Sache gewonnen wurde.
John Dill verstarb unerwartet am 4. November 1944 in Washington D.C. und wurde als erster Nicht-US-Amerikaner auf dem Nationalfriedhof Arlington begraben.

## Ehrungen und Auszeichnungen
- 1915 Companion des Distinguished Service Order (DSO)
- 1918 Companion des Order of St Michael and St George (CMG)
- 1919 Offizier der Legion d'honneur
- 1919 Kommandeur des Kronenordens
- 1919 Offizier des Ordens der Krone von Rumänien
- 1920 Croix de guerre
- 1937 Knight Commander des Order of the Bath (KCB)
- 1941 Großkreuz des Orden Polonia Restituta
- 1942 Knight Grand Cross des Order of the Bath (GCB)
- 1945 Distinguished Service Medal (postum)